# Transportministre fra Danmark
Dette er en liste over danske transportministre siden 1894. Betegnelsen har været skiftende igennem tiden. I nyere tid har Transportministeriets ressort således også omfattet områderne bygning og bolig.
| Minister for offentlige arbejder                 | Parti                        | Tiltrædelse | Afgang     | Regeringer                                                                                    |
| ------------------------------------------------ | ---------------------------- | ----------- | ---------- | --------------------------------------------------------------------------------------------- |
| H.P. Ingerslev                                   | Højre                        | 15.01.1894  | 20.04.1896 | Ministeriet Estrup & Ministeriet Reedtz-Thott                                                 |
| Hugo Hørring                                     | Højre                        | 20.04.1896  | 23.05.1897 | Ministeriet Reedtz-Thott                                                                      |
| Christian Juul-Rysensteen                        | Højre                        | 24.04.1900  | 24.07.1901 | Ministeriet Sehested                                                                          |
| Viggo Hørup                                      | Venstrereformpartiet         | 24.07.1901  | 15.02.1902 | Ministeriet Deuntzer                                                                          |
| Christopher Hage                                 | Venstrereformpartiet         | 15.02.1902  | 14.01.1905 | Ministeriet Deuntzer                                                                          |
| Svend Høgsbro                                    | Venstre                      | 14.01.1905  | 24.07.1908 | Regeringen Christensen l                                                                      |
| Jens Jensen-Sønderup                             | Venstre                      | 24.07.1908  | 16.08.1909 | Regeringen Christensen ll & Regeringen Neergaard I                                            |
| Thomas C. Larsen                                 | Venstre                      | 16.08.1909  | 28.10.1909 | Ministeriet Holstein-Ledreborg                                                                |
| Jens Jørgen Jensen-Onsted                        | Det Radikale Venstre         | 28.10.1909  | 02.02.1910 | Ministeriet Zahle I                                                                           |
| Wilhelm Weimann                                  | Venstre                      | 02.02.1910  | 05.07.1910 | Ministeriet Zahle II                                                                          |
| Thomas C. Larsen                                 | Venstre                      | 05.07.1910  | 21.06.1913 | Ministeriet Klaus Berntsen                                                                    |
| Jens Hassing-Jørgensen                           | Det Radikale Venstre         | 21.06.1913  | 29.03.1920 | Ministeriet Zahle II                                                                          |
| N.C. Monberg                                     |                              | 29.03.1920  | 05.04.1920 | Ministeriet Otto Liebe                                                                        |
| K. Riis Hansen                                   |                              | 05.04.1920  | 05.05.1920 | Ministeriet M.P. Friis                                                                        |
| M.N. Slebsager                                   | Venstre                      | 05.05.1920  | 23.04.1924 | Ministeriet Neergaard II & III                                                                |
| Johannes Friis-Skotte                            | Socialdemokratiet            | 23.04.1924  | 14.12.1926 | Ministeriet Thorvald Stauning I                                                               |
| Johannes Stensballe                              | Venstre                      | 14.12.1926  | 30.04.1929 | Ministeriet Madsen-Mygdal                                                                     |
| Johannes Friis-Skotte                            | Socialdemokratiet            | 30.04.1929  | 04.11.1935 | Ministeriet Thorvald Stauning II                                                              |
| Niels Peter Fisker                               | Socialdemokratiet            | 04.11.1935  | 15.09.1939 | Ministeriet Thorvald Stauning II                                                              |
| Axel I. Sørensen                                 | Socialdemokratiet            | 15.09.1939  | 08.07.1940 | Ministeriet Thorvald Stauning III                                                             |
| Gunnar Larsen                                    | Udenfor partierne            | 08.07.1940  | 05.05.1945 | Ministeriet Thorvald Stauning III; Regeringen Vilhelm Buhl I; Regeringen Scavenius            |
| Niels Elgaard                                    | Venstre                      | 09.11.1942  | 05.05.1945 | Regeringen Scavenius                                                                          |
| Carl Petersen (Minister for offentlige arbejder) | Socialdemokratiet            | 05.05.1945  | 07.11.1945 | Regeringen Vilhelm Buhl II                                                                    |
| Alfred Jensen (Trafikminister)                   | Danmarks Kommunistiske Parti | 05.05.1945  | 07.11.1945 | Regeringen Vilhelm Buhl II                                                                    |
| Niels Elgaard                                    | Venstre                      | 07.11.1945  | 13.11.1947 | Regeringen Knud Kristensen                                                                    |
| Carl Petersen                                    | Socialdemokratiet            | 13.11.1947  | 17.09.1950 | Regeringen Hans Hedtoft I                                                                     |
| Frede Nielsen                                    | Socialdemokratiet            | 17.09.1950  | 30.10.1950 | Regeringen Hans Hedtoft II                                                                    |
| Victor Larsen                                    | Det Konservative Folkeparti  | 30.10.1950  | 25.04.1952 | Regeringen Erik Eriksen                                                                       |
| Jørgen Jørgensen                                 | Det Konservative Folkeparti  | 25.04.1952  | 30.09.1953 | Regeringen Erik Eriksen                                                                       |
| Carl Petersen                                    | Socialdemokratiet            | 30.09.1953  | 01.09.1955 | Regeringen Hans Hedtoft III                                                                   |
| Kai Lindberg                                     | Socialdemokratiet            | 01.09.1955  | 28.11.1966 | Regeringen H.C. Hansen II; Regeringen Viggo Kampmann I & II; Regeringen Jens Otto Krag I & II |
| Svend Horn                                       | Socialdemokratiet            | 28.11.1966  | 02.02.1968 | Regeringen Jens Otto Krag II                                                                  |
| Ove Guldberg                                     | Venstre                      | 02.02.1968  | 11.10.1971 | Regeringen Hilmar Baunsgaard                                                                  |
| Jens Kampmann                                    | Socialdemokratiet            | 11.10.1971  | 19.12.1973 | Regeringen Jens Otto Krag III; Regeringen Anker Jørgensen I                                   |
| Kresten Damsgaard                                | Venstre                      | 19.12.1973  | 13.02.1975 | Regeringen Poul Hartling                                                                      |
| Niels Matthiasen                                 | Socialdemokratiet            | 13.02.1975  | 26.02.1977 | Regeringen Anker Jørgensen II                                                                 |
| Kjeld Olesen                                     | Socialdemokratiet            | 26.02.1977  | 30.08.1978 | Regeringen Anker Jørgensen II                                                                 |
| Ivar Hansen                                      | Venstre                      | 30.08.1978  | 26.10.1979 | Regeringen Anker Jørgensen III                                                                |
| Jens Risgaard Knudsen                            | Socialdemokratiet            | 26.10.1979  | 15.10.1981 | Regeringen Anker Jørgensen IV                                                                 |
| Knud Heinesen                                    | Socialdemokratiet            | 15.10.1981  | 30.12.1981 | Regeringen Anker Jørgensen IV                                                                 |
| J.K. Hansen                                      | Socialdemokratiet            | 30.12.1981  | 10.09.1982 | Regeringen Anker Jørgensen V                                                                  |
| Arne Melchior                                    | Centrum-Demokraterne         | 10.09.1982  | 14.08.1986 | Regeringen Poul Schlüter I                                                                    |
| Trafikminister                                   | Parti                        | Tiltrædelse | Afgang     | Regeringer                                                                                    |
| Frode Nør Christensen                            | Centrum-Demokraterne         | 14.08.1986  | 03.06.1988 | Regeringen Poul Schlüter I & II                                                               |
| H.P. Clausen                                     | Det Konservative Folkeparti  | 03.06.1988  | 10.01.1989 | Regeringen Poul Schlüter III                                                                  |
| Knud Østergaard                                  | Det Konservative Folkeparti  | 10.01.1989  | 18.12.1990 | Regeringen Poul Schlüter III                                                                  |
| Kaj Ikast                                        | Det Konservative Folkeparti  | 18.12.1990  | 25.01.1993 | Regeringen Poul Schlüter IV                                                                   |
| Helge Mortensen                                  | Socialdemokratiet            | 25.01.1993  | 28.01.1994 | Regeringen Poul Nyrup Rasmussen I                                                             |
| Jan Trøjborg                                     | Socialdemokratiet            | 28.01.1994  | 30.12.1996 | Regeringen Poul Nyrup Rasmussen I & II                                                        |
| Bjørn Westh                                      | Socialdemokratiet            | 30.12.1996  | 23.03.1998 | Regeringen Poul Nyrup Rasmussen III                                                           |
| Sonja Mikkelsen                                  | Socialdemokratiet            | 23.03.1998  | 23.02.2000 | Regeringen Poul Nyrup Rasmussen IV                                                            |
| Jacob Buksti                                     | Socialdemokratiet            | 23.02.2000  | 27.11.2001 | Regeringen Poul Nyrup Rasmussen IV                                                            |
| Flemming Hansen                                  | Det Konservative Folkeparti  | 27.11.2001  | 18.02.2005 | Regeringen Anders Fogh Rasmussen I                                                            |
| Transportminister                                | Parti                        | Tiltrædelse | Afgang     | Regeringer                                                                                    |
| Flemming Hansen                                  | Det Konservative Folkeparti  | 18.02.2005  | 12.09.2007 | Regeringen Anders Fogh Rasmussen II                                                           |
| Jakob Axel Nielsen                               | Det Konservative Folkeparti  | 12.09.2007  | 23.11.2007 | Regeringen Anders Fogh Rasmussen II                                                           |
| Carina Christensen                               | Det Konservative Folkeparti  | 23.11.2007  | 10.09.2008 | Regeringen Anders Fogh Rasmussen III                                                          |
| Lars Barfoed                                     | Det Konservative Folkeparti  | 10.09.2008  | 23.02.2010 | Regeringen Anders Fogh Rasmussen III & Regeringen Lars Løkke Rasmussen I                      |
| Hans Christian Schmidt                           | Venstre                      | 23.02.2010  | 03.10.2011 | Regeringen Lars Løkke Rasmussen I                                                             |
| Henrik Dam Kristensen                            | Socialdemokraterne           | 03.10.2011  | 09.08.2013 | Regeringen Helle Thorning-Schmidt I                                                           |
| Pia Olsen Dyhr                                   | Socialistisk Folkeparti      | 09.08.2013  | 03.02.2014 | Regeringen Helle Thorning-Schmidt I                                                           |
| Magnus Heunicke                                  | Socialdemokraterne           | 03.02.2014  | 28.06.2015 | Regeringen Helle Thorning-Schmidt II                                                          |
| Transport- og bygningsminister                   | Parti                        | Tiltrædelse | Afgang     | Regeringer                                                                                    |
| Hans Christian Schmidt                           | Venstre                      | 28.06.2015  | 28.11.2016 | Regeringen Lars Løkke Rasmussen II                                                            |
| Transport-, bygnings- og boligminister           | Parti                        | Tiltrædelse | Afgang     | Regeringer                                                                                    |
| Ole Birk Olesen                                  | Liberal Alliance             | 28.11.2016  | 27.06.2019 | Regeringen Lars Løkke Rasmussen III                                                           |
| Transportminister                                | Parti                        | Tiltrædelse | Afgang     | Regeringer                                                                                    |
| Benny Engelbrecht                                | Socialdemokratiet            | 27.06.2019  | 04.02.2022 | Regeringen Mette Frederiksen I                                                                |
| Trine Bramsen                                    | Socialdemokratiet            | 04.02.2022  | 15.12.2022 | Regeringen Mette Frederiksen I                                                                |
| Thomas Danielsen                                 | Venstre                      | 15.12.2022  |            | Regeringen Mette Frederiksen II                                                               |